# Anthurium guanchezii
Anthurium guanchezii är en kallaväxtart som beskrevs av George Sydney Bunting. Anthurium guanchezii ingår i släktet Anthurium och familjen kallaväxter. Inga underarter finns listade.